# Vlasta Dufková
Vlasta Dufková (* 29. května 1951 v Praze), je česká romanistka, překladatelka z francouzštiny a portugalštiny a také básnířka. Působí jako pedagožka na Ústavu románských studií FF UK.

## Biografie
Vystudovala SVVŠ v Praze. Roku 1967 přešla na lyceum Claude Debussyho v Saint-Germain-en-Laye, které dokončila maturitou v roce 1969. V letech 1969–1974 studovala obor francouzština – portugalština na Filosofické fakultě UK. V roce 1975 získala titul doktora filosofie. Od roku 2000 pracuje jako redaktorka nakladatelství Paseka. Působila i v nakladatelstvích Odeon 1976–1994 a Mladá fronta 1994–1999.

## Ocenění
- Dne 30. září 2009 obdržela za svůj překlad knihy Burití od brazilského spisovatele Joao Guimaraes Rosa Cenu Josefa Jungmanna za nejlepší překlad zahraničního literárního díla do češtiny.[2]